# Wagner Rivera
Wagner Apolinario Rivera Cortázar (Puerto Bolívar, El Oro, 18 de septiembre de 1972) es un exfutbolista ecuatoriano que jugaba de defensa y que militó en diversos clubes de Ecuador y Brasil.

## Selección nacional
Ha sido internacional con la Selección de fútbol de Ecuador en 21 ocasiones y anotó solo 2 goles. Su debut fue el 25 de octubre de 1995 contra Bolivia, en un partido amistoso. 

### Participaciones internacionales
Rivera solo compitió con su selección ecuatoriana, a nivel oficial, en las Eliminatorias para el Mundial de Francia 1998.

## Clubes
| Club            | País    | Año       |
| --------------- | ------- | --------- |
| Espoli          | Ecuador | 1993-1996 |
| Flamengo        | Brasil  | 1996      |
| Barcelona       | Ecuador | 1997-1999 |
| Santa Rita      | Ecuador | 2000      |
| Barcelona       | Ecuador | 2001      |
| Santa Rita      | Ecuador | 2002      |
| Barcelona       | Ecuador | 2003      |
| Audaz Octubrino | Ecuador | 2004      |
| Barcelona       | Ecuador | 2005-2007 |

## Palmarés
| Título             | Club      | País    | Año  |
| ------------------ | --------- | ------- | ---- |
| Serie A de Ecuador | Barcelona | Ecuador | 1997 |